# Événements de janvier 1992 en Algérie

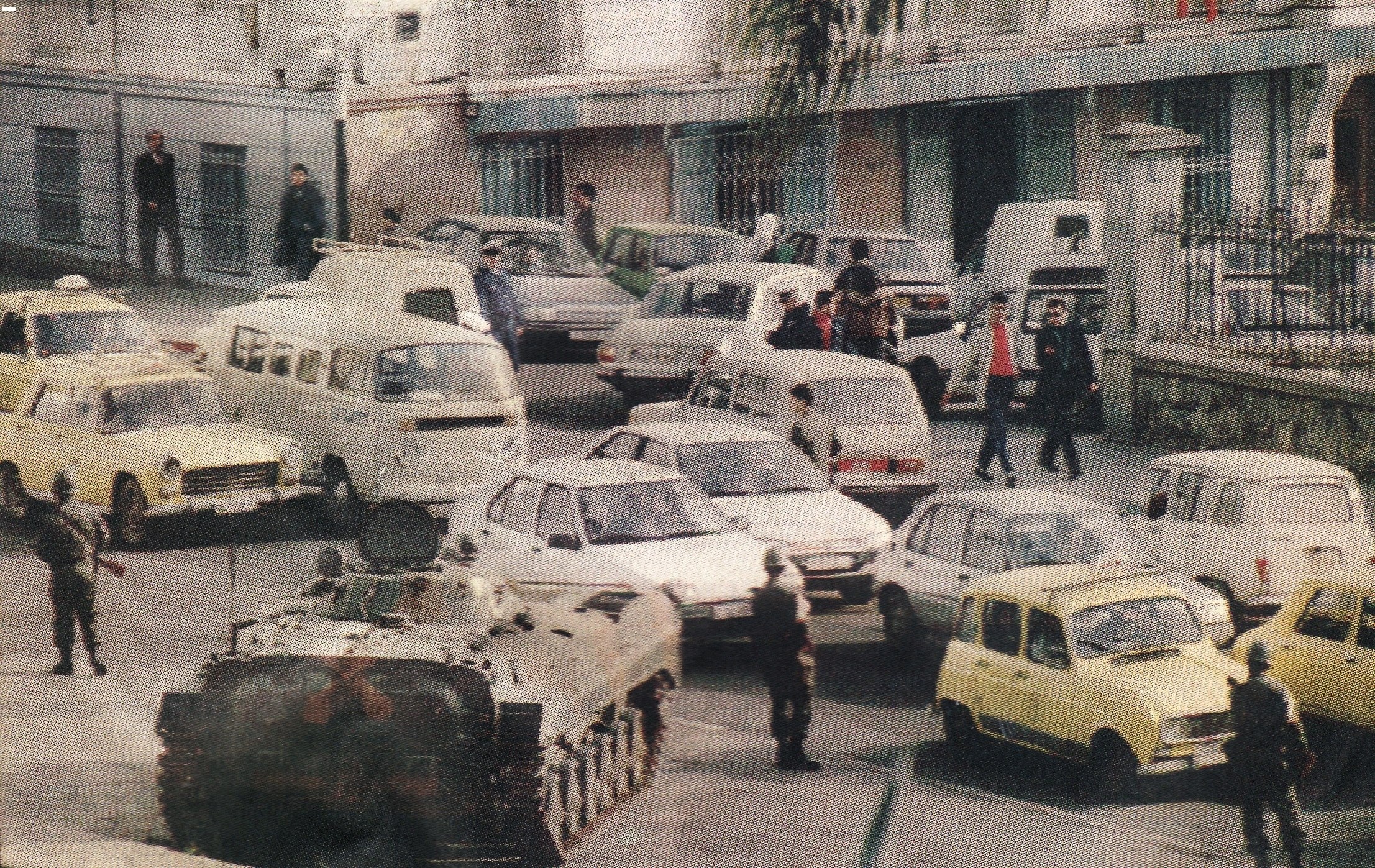
Alger, le 12 janvier 1992. Les blindés dans les rues de la capitale au lendemain de l'annonce de l’annulation des élections.

La démission de Chadli Bendjedid, président en fonction de l'Algérie a lieu le 11 janvier 1992.
La conséquence directe de cette décision est l’annulation des premières élections législatives libres et pluralistes que le régime avait lui-même organisées. Le Haut conseil de sécurité (HCS) a décidé, le 12 janvier 1992, d'annuler le second tour prévu pour le 16 janvier, à la suite de la victoire, au premier tour, le 26 décembre 1991, des islamistes du Front islamique du salut (FIS) avec 188 sièges.
Une partie de la classe politique, regroupant des membres du régime et certains partis d’opposition, soutient cette décision tandis que le FIS et certains autres opposants voient en elle un coup d’État. Le pays s'enfonce dans une crise profonde, prélude d'une longue décennie de violence, la plus meurtrière de son histoire post-indépendance.

## Histoire

### Contexte
De 1962 à 1988, l'Algérie indépendante vit sous le régime du parti unique, le Front de libération nationale (FLN).

#### Événements d'octobre 1988, «le printemps démocratique»
En octobre 1988, le conflit ouvert entre les partisans d'un étatisme pur et dur et ceux d'une ouverture politique et économique libère l'espace public. Des émeutes éclatent à Alger et s’étendent à toute l'Algérie. Les jeunes descendent dans la rue dans toutes les villes du pays sous un ras-le-bol généralisé. Plus rien ne se passera « comme avant octobre 1988 » . Pour la première fois depuis 1962, l'armée prend position et tire. Le bilan est lourd : 500 civils perdent la vie, plusieurs centaines d'autres sont emprisonnés et soumis à diverses formes de torture dans les commissariats, les gendarmeries et les casernes

#### Loi d'amnistie, retour des exilés, liberté d’opinion et instauration du multipartisme
Face à une contestation émanant tant de l'intérieur du FLN que de l'opposition, le pouvoir algérien entame une ouverture du champ politique, avec l'espoir de garder la maîtrise du processus. Pendant trois ans, de l'hiver 1988 à l'hiver 1991, l'Algérie va vivre son « printemps », un printemps marqué par les intrigues de l'oligarchie militaire, l'incapacité des mouvements d'opposition à se rassembler autour d'une vision commune de l'État et de la démocratie, et la montée en flèche d'un islamisme radical.
Le président de la République Chadli Bendjedid décide de faire approuver par référendum, le 23 février 1989, une nouvelle Constitution qui abolit le rôle dirigeant du parti unique. Une loi portant autorisation des associations à caractère politique ouvre la voie au multipartisme. Différents partis sont légalisés, tel le Front des forces socialistes (FFS), le plus vieux parti de l'opposition de l'après-indépendance, le Rassemblement pour la culture et la démocratie (RCD), laïc majoritairement berbère, et, à l'opposé de l'échiquier politique, des organisations islamistes comme le Front islamique du salut (FIS). Pour la première fois, un pays arabe autorise un parti qui a pour but explicite l'instauration d'une « République islamique », alors que la constitution interdisait explicitement la création de partis politiques sur une base religieuse. Les illusions sont alors nombreuses. Le Front islamique du salut (FIS) est officiellement reconnu le 5 septembre 1989. La création anticonstitutionnelle du FIS ne provoque aucun remous. Dans l'euphorie des nouveaux droits démocratiques, aucun parti ne proteste contre la légalisation de ce parti. Même un parti communiste comme le PAGS, qui sera le premier à réclamer par la suite l'interdiction du parti islamiste. Et malgré tout c'est le FIS qui parviendra à fédérer la rage et le désir de justice sociale d'une majorité d'Algériens.
Une autre loi présidentielle permet l'amnistie de nombreux démocrates et la possibilité de retour au pays des « exilés » comme  Hocine Aït Ahmed, ancien opposant au régime, et Ahmed Ben Bella, ancien président de la République renversé par le colonel Boumédiène en 1965. La même loi est aussi mise à profit pour libérer des cadres musulmans intégristes qui avaient été condamnés antérieurement pour des actes terroristes.
La presse écrite est également libérée. De nombreux journaux (les quotidiens El Watan, Le Matin, Liberté ou El Khabar), d'une liberté de ton sans précédent, voient le jour.
Une course de vitesse commence alors entre un « pôle démocratique » et un « pôle islamiste » afin de remplir le vide laissé par le parti unique du FLN.

#### Élections municipales du 21 juin 1990
Les élections locales du 21 juin 1990 constituent le premier scrutin pluraliste de l'histoire algérienne que le FIS remporte avec 54,2% des suffrages exprimés, soit 45,6% des sièges des assemblées populaires communales (APC) et 55,04% des assemblées de wilaya (APW), alors que le FLN ne recueille que 28,10% des suffrages exprimés. Le FIS remporte alors 953 communes sur 1539 et 32 wilayas sur 48. Au lendemain de leur victoire aux élections, les islamistes substituent, aux frontons des mairies qu'ils ont gagnées à travers tout le territoire national, l'inscription « Municipalité islamique » à la devise républicaine « Révolution par le peuple et pour le peuple ».

#### Grève générale du FIS, affrontement avec l'armée et démission du Premier ministre
À la veille des élections législatives prévues pour le 27 juin 1991, plusieurs partis politiques dénoncent le découpage et la loi électorale, et menacent d’une grève générale.
C'est à la fin de mai 1991, à l'initiative du Syndicat islamique du travail (SIT) que l'appel à une grève générale est lancé. « Grève sainte » destinée à édifier par la force un « État islamique ». La grève ne rencontre tout d'abord que peu d'écho dans les entreprises, contraignant les militants du FIS à encourager, de façon parfois un peu musclée, les travailleurs à abandonner leur poste. Mais bientôt, défilés et manifestations de rue ne tardent pas à prendre l'allure d'un mouvement de désobéissance civile menant au développement d'un climat pré-insurrectionnel. Le mouvement prend en quarante-huit heures toute son ampleur. Alger se transforme en campement islamiste. Le gouvernement en place est débordé. Les places de la capitale ont l'aspect de camps retranchés, où l'on se rend des quatre coins de la capitale. Alger offre le spectacle d'une ville passée aux mains de l'opposition islamiste. Les leaders du FIS Abassi Madani et Ali Belhadj exigent, outre l'annulation de la loi électorale, la tenue d'élections présidentielles anticipées. Pendant ce temps, le président du Parlement, Abdelaziz Belkhadem, de tendance « islamisante », joue les bons offices entre présidence et FIS.
Averti à son tour que l'armée se tient prête à intervenir, le Premier ministre Mouloud Hamrouche présente sa démission le 2 juin. Trois jours plus tard, le président Chadli Bendjedid annonce, par communiqué, l’instauration de l’état de siège, et reporte les élections législatives initialement prévues le 27 juin 1991.
L'armée ressort de ses casernes, prend position dans Alger et les trois grandes villes du pays. Le 21 juin suite de la décision de l'armée de remplacer l'inscription « Municipalité islamique » du fronton des mairies par la devise républicaine, les affrontements entre manifestants islamistes et forces de l'ordre reprennent de plus belle. Tandis qu'il convie les « musulmans » à stocker des armes, Ali Benhadj appelle à la violation du couvre-feu. Les blessés affluent dans les hôpitaux de la capitale, dont certains sont entièrement contrôlés par les militants du parti islamiste. Décidés à reprendre une initiative qui leur échappe depuis près d'un mois, trois membres de la direction du parti, hostiles à Abassi Madani, interviennent à la télévision nationale et dénoncent les pratiques de leur président. Cet affront leur vaudra d'être exclus le surlendemain.
Le 28 juin, stimulé par le soutien que lui manifeste sa base, Abassi Madani lance un ultimatum et donne quarante-huit heures à l'armée pour évacuer les villes sous peine de déclarer le Djihad. Allé trop loin, il est arrêté deux jours plus tard en compagnie d'Ali Benhadj et de cinq autres membres de la direction du parti. Les 2 leaders sont incarcérés, tandis que la répression s'abat sur des cercles de plus en plus larges de militants du FIS.
Un calme précaire s'instaure, les militaires ayant fait d'une pierre deux coups : décapiter le FIS et profiter de la crise pour exiger du président de la République la tête de son Premier ministre, Mouloud Hamrouche, et son remplacement par Sid Ahmed Ghozali. Ces événements, qui placent le « processus démocratique » sous haute surveillance, marquent aussi le début de la fin du Président Chadli Bendjedid. D'autant que la réintégration dans l'armée de la Sécurité militaire, l'ex-toute puissante police politique en principe dissoute, mais en réalité plus active que jamais, finit d'isoler le chef de l'État,.
Quatre mois plus tard, le 15 octobre 1991, au cours d'une intervention télévisée, le président Chadli Bendjedid annonce le coup d'envoi officiel de la campagne électorale pour les élections législatives qui auront lieu le 26 décembre 1991 et se déclare prêt à composer avec le gouvernement issu de la prochaine Assemblée nationale.
Trois semaines avant le scrutin, Chadli consulte son nouveau Premier ministre, Sid Ahmed Ghozali, sur l'opportunité de reporter à nouveau les élections si celles-ci devaient aboutir à une « catastrophe ». Ce dernier l'en dissuade fermement, soutenu en cela par le général Khaled Nezzar.

#### Législatives du 26 décembre 1991
Abdelkader Hachani, numéro 3 du FIS et leader de la tendance « pragmatique » du FIS, parvient à éviter le basculement dans la violence en arrachant à ses troupes la participation aux élections, sans toutefois empêcher les plus radicaux de faire d'ores et déjà le choix de l'option armée.
À la veille du 26 décembre 1991 le président Chadli scelle son sort en affirmant être « prêt à cohabiter » avec le FIS. L'accusation de compromission présumée avec les islamistes vient alors s'ajouter aux critiques portant sur sa « faible capacité de travail » et son « absence de la scène politique ».
Les premières élections législatives pluraliste de l'Algérie indépendante ont lieu le 26 décembre 1991, après un premier report et au terme d'une campagne menée par Sid Ahmed Ghozali contre son propre parti, campagne que certains n'hésitent pas à imputer à une volonté de faire du FIS le vainqueur des élections et, par conséquent, le parti « à abattre » après celles-ci.

#### Des résultats inattendus

Résultats des élections législatives algériennes de 1991
Inconnu.
Non décidé
Majorité non-FIS
FIS 50 %
Majorité FIS

Le premier tour des législatives, organisé dans des conditions déplorables, est marqué par  5 000 000 d'abstentions et confirme l'effondrement du FLN  qui perd un million de voix et obtient en tout 15 sièges. Le FIS frôle la majorité absolue avec 3 260 000 de voix, soit 47,54 % des suffrages exprimés, et décroche 188 des 430 sièges de l 'Assemblée nationale. Les « indépendants », le Rassemblement pour la culture et la démocratie (RCD, parti laïc de Saïd Saadi) et les islamistes « modérés » sont balayés par les urnes. La seule autre formation politique à émerger est le Front des forces socialistes (FFS) de Hocine Aït Ahmed, bête noire du pouvoir qui se situe clairement dans l'opposition, et qui avec seulement 510 661 de voix remporte 25 sièges au premier tour et se retrouve, pour le second, en ballottage avec le FIS à Alger.
Au fil des heures du 26 décembre au soir, l'humeur des plus hauts responsables politiques et militaires de l'Algérie s'assombrit. Pris d'une vraie panique, pour nombre d'entre eux le choc est énorme. Il s'achève moins de quinze jours plus tard, le 11 janvier 1992 à 20 heures, quand, livide, le président Chadli Bendjedid lit une lettre de démission devant les caméras de la télévision nationale, au moment même où des blindés prennent position aux points stratégiques de la capitale. La menace de victoire électorale du FIS vient de sceller l'aboutissement d'un coup de force commencé en juin 1991. Le compte à rebours qui va mener l'Algérie à la crise vient de commencer.

### Historique de la crise
Le pays est en état de choc. « La République vacille » titre, le lendemain, le quotidien « Alger Républicain ». Le pays, divisé, s'interroge : « que faut-il faire maintenant ? S'opposer au suffrage universel, laisser faire ou partir ? Est-ce qu'une démocratisation précoce en terre d'Islam ne peut conduire qu'à la victoire des partis islamistes ? Quelle place accorder aux ennemis déclarés de la démocratie ? Faut-il les accepter en tentant de les maîtriser au risque de les voir s'emparer du pouvoir et d'instaurer une théocratie ? Peut-on les tenir à l'écart du champ politique en interdisant leurs organisations ? ».
Le raz-de-marée électoral du FIS sera quoi qu'il en soit interprété par l'état-major de l'armée algérienne (ANP) comme « porteur de germes de guerre civile », « de la destruction de l'État et d'une fracture dans une armée restée jusque-là monolithique ». La société est déchirée : d'un côté, la détermination de ceux qui veulent aller au bout du processus électoral, les islamistes bien sûr, mais aussi le FFS et le FLN; de l'autre, la peur que le FIS inspire à une partie de la population.

#### Comité national de sauvegarde de l'Algérie (CNSA)
Bien réelle, cette peur est largement exploitée par plusieurs membres du gouvernement et par certains partis politiques, qui savent après leur échec au premier tour que le second consacrera définitivement leur disparition de la scène politique. Le leader du RCD Saïd Saadi appelle ainsi à « empêcher le second tour par tous les moyens », et si besoin à « bloquer les carrefours et les aéroports ». Un « Comité national de sauvegarde de l'Algérie » est créé par le RCD, les communistes du Parti de l'avant-garde socialiste (PAGS), qui ne se sont pas même présentés aux élections, et la direction syndicale de l'UGTA d'Abdelhak Benhamouda, la centrale syndicale L UNEP (L Union nationale des entrepreneurs publics  avec Mr Benmansour ° , l'association des cadres de l'administration publique ? la CAP Confédération du patronat privé  La fièvre anti-électorale est relayée par la presse francophone qui multiplie les « unes » catastrophistes, alors que les journaux en langue arabe gardent le calme. L'objectif est clair : montrer que la « société civile » appelle de ses vœux à l'interruption du processus électoral.
Redoutant un coup d'État militaire, le FFS, le FLN (toujours emmené par les « réformateurs ») et d'autres partis d'opposition organisent une vaste manifestation le 2 janvier 1992, pour exiger la tenue du second tour. Une véritable marée humaine de trois millions de personnes déferle dans les rues d'Alger aux cris de : « Ni État intégriste, ni État policier ». « Rien n'est perdu », crie Hocine Aït Ahmed à la foule qui l'acclame. Il voit dans ce déferlement le « sursaut » qui peut amener une grande partie des cinq millions d'abstentionnistes à voter en masse au second tour pour empêcher les « intégristes » d'obtenir la majorité absolue au Parlement. Le pouvoir, soutenu en cela par l'éphémère Comité national de sauvegarde de l’Algérie (CNSA), préfère présenter la marche comme un rejet massif du « projet intégriste ». Les dés sont jetés.
« Ces élections n'étaient ni aussi propres ni aussi honnêtes que je l'avais souhaité », affirme le 5 janvier 1992 Sid Ahmed Ghozali, quelques jours seulement après s'être félicité du contraire sur Antenne 2.

#### Démission du président Chadli

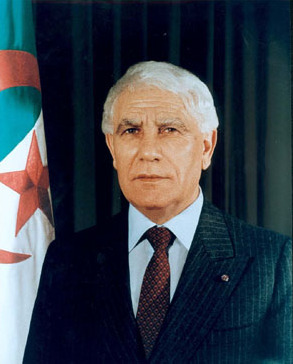
Chadli Bendjedid, président de la République de 1979 à 1992.

Dans une atmosphère chargée, accablante, les rumeurs les plus folles ébranlent un pays plongé dans une profonde inquiétude : coup d'État, pétition des officiers « janviéristes » de l'état-major et des régions militaires exigeant l'annulation du scrutin. L'Algérie traverse une zone de fortes turbulences. Alors que le FIS tente de réparer sa désastreuse image en alternant propos rassurants en direction de la population et menaces contre le pouvoir, le Comité national de sauvegarde de l’Algérie (CNSA) intensifie la pression sur les décideurs. Puissamment relayé par la presse indépendante et les intellectuels, il multiplie les initiatives pour inciter l'armée à intervenir. S'appuyant sur l'émoi suscité par la victoire du FIS et la mobilisation d'une partie des Algériens, les courants anti-islamistes de l'intérieur du pouvoir passent à l'offensive en sommant Chadli de prononcer le report du deuxième tour des élections législatives. Ce dernier refuse, invoquant le respect de la légalité constitutionnelle. Chadli résiste, mais le rapport de forces bascule en faveur de ses opposants.

##### Journée du 11 janvier 1992
Le 11 janvier, le président Chadli présente sa démission au Président du Conseil Constitutionnel. Chadli rappelle d'abord sa contribution à la démocratisation de l'Algérie, avant de regretter que la pratique démocratique pluraliste soit caractérisée aujourd'hui par de nombreux dépassements qui « ont atteint une limite qu'il n'est plus possible de dépasser sans porter un grave préjudice - devenu imminent - à la cohésion nationale, la préservation de l'ordre public et l'unité nationale… » avant de conclure : « Devant ces graves développements…, conscient de mes responsabilités, j'estime que la seule solution à la crise actuelle réside dans la nécessité de me retirer de la scène politique. Pour cela…, je renonce, à compter de ce jour, à mes fonctions de président de la République… » Chadli quitte définitivement la scène politique mais son gouvernement reste en place. Son départ ne signe ni la fin de la crise, ni l'échec du compromis d'une partie du système avec les islamistes. Soumis à d'énormes pressions, il n'avait, en fait, d'autre choix que celui de partir, entérinant par conséquent son retentissant échec dans la gestion de l'islamisme, un échec qui lui est totalement imputé par les factions anti-islamistes qui n'ont pas oublié que le président leur a maintes fois forcé la main sur le sujet.
Le jour même, il annonce avoir dissout l’Assemblée populaire nationale (APN) sortante par un décret en date du 4 janvier, décision qui aurait été antidatée.
Les élections sont reportées sine die et n'auront jamais lieu,.

### Conséquences

#### Création d'un Haut Comité d'État (HCE) et l'appel à Mohamed Boudiaf
La Constitution prévoit que le président du Conseil constitutionnel assure l'intérim de la présidence de la République. Le titulaire, Abdelmalek Benhabyles, se récuse. L'Algérie n'a plus de responsable officiel, et pourtant il lui en faut un. Le Haut conseil de sécurité, organisme consultatif simplement chargé de donner son avis, désigne un Haut Comité d'État de cinq membres, doté des pouvoirs du président de la République. Le 16 janvier 1992, le HCE nomme Mohamed Boudiaf président de l'Algérie. L'homme historique est l'un des grands chef historiques du déclenchement de la Toussaint rouge et le porte-drapeau de prestige nécessaire au pays. Opposant incorruptible, adversaire irréductible de Ben Bella et de Boumédiène pendant les années soixante, il vit en exil au Maroc depuis 1963 et est méconnu du grand public en Algérie, en particulier de la génération post-indépendance.[réf. nécessaire]
Ayant accepté la charge de président du HCE, donc la plus haute fonction de l'État, Mohamed Boudiaf débarque le 16 janvier 1992 vers quatorze heures à l'aéroport Houari Boumédiène d'Alger:[réf. nécessaire]

« Il faut mettre les compteurs à zéro, s'attaquer aux causes et aux conséquences de la crise. Je ne veux pas que le sang coule à nouveau dans mon pays. Je tends la main à tous. »

Appelé à la présidence par les « janviéristes » en mal de « légitimité » après l'interruption du processus électoral, Mohamed Boudiaf n'a que 170 jours, du 16 janvier au 29 juin 1992, pour tenter de peser sur le destin de l'Algérie. Tout indique qu'il entendait faire bouger les choses et, surtout, qu'il ne s'accommoderait pas d'un rôle de « potiche ». Une volonté qui risquait de bouleverser, à terme, le système occulte du pouvoir en Algérie. En exil depuis plus d'un quart de siècle, Mohamed Boudiaf connaissait mal les rouages du système en place. Dès son arrivée à la présidence, il a donc multiplié les contacts et les rencontres. La présence en ces lieux d'un homme réputé « incorruptible » suscite revendications et espérances. On vient se plaindre auprès de lui, on lui apporte des documents. « Plus de quatre mille dossiers s'entassaient », raconte un proche. Il écoute, pose des questions et conclut souvent : « Je ne peux rien faire pour le moment ». Avec le temps, l'aveu d'impuissance tourne imperceptiblement à la promesse : « Un jour, quand j'aurai les moyens... »
L'état d'urgence est proclamé le 9 février 1992, le Front islamique du salut (FIS) dissous le 4 mars 1992.[réf. nécessaire]

#### Assassinat
Mohamed Boudiaf est assassiné cinq mois plus tard, le 29 juin 1992, lors d'une conférence des cadres qu'il tenait à la maison de culture de Annaba.

#### Ali Kafi nouveau président du HCE
Le 3 juillet, Ali Kafi est nommé président par le HCE. Il est l'ancien commandant de la wilaya II pendant la guerre d'Algérie et est alors secrétaire général de la puissante organisation nationale des Moudjahidines. Un Conseil consultatif national de soixante membres est censé remplacer l'Assemblée dissoute le 4 janvier.[réf. nécessaire]

#### Le pays bascule dans l'engrenage de la violence
Tous les sympathisants islamistes sont arrêtés. La condamnation d'Abassi Madani et d'Ali Belhadj, le 15 juillet 1992, à douze ans de réclusion attise les haines. Le FIS passe à l'action. Des mouvements armés sont créés. L'un d'eux, le Groupe islamique armé (GIA), instaure la terreur sur tout le territoire national et se lance dans des attentats et le terrorisme les plus meurtriers depuis 1962. En six mois, le pays bascule dans une guerre civile ouverte : assassinats d'intellectuels, de magistrats ou de policiers, de personnalités de renom, mais aussi de dizaines de journalistes et d'enseignants, ainsi que de ressortissants étrangers. L'armée et le DRS vont dès lors reprendre les choses en main. Se succèdent arrestations en masse de militants islamistes, emprisonnés dans les camps d'internement du Sud algérien, procès et condamnations.[réf. nécessaire]
Progressivement, à partir de 1993, l'ensemble des forces de sécurité de l’État (gendarmerie, armée, police) est engagé dans la lutte antiterroriste, soit plus de 300 000 hommes. À ces forces considérables se joignent à partir de 1996 celles des milices civiles, ce qui portera les forces engagées par l’État contre les islamistes à 500 000 hommes. Ces forces seront accusées de nombreux abus envers les populations civiles.
Dès 1995, le pays connait ses premiers massacres de masse contre la population, massacres qui culmineront en 1996 et 1997, justifiant la création par l'armée de milices civiles "contrôlées" par l’État.
La crise se poursuit par un engrenage de violences connu sous l'expression de « la décennie noire » qui, de 1992 à 2002, fera plus de cent mille morts, des milliers de disparus, un million de personnes déplacées, des dizaines de milliers d'exilés et plus de vingt milliards de dollars de dégâts,.